# Christopher Nolan
Sir Christopher Edward Nolan (* 30. července 1970 Londýn) je americko-britský režisér a scenárista. Debutoval v roce 1997 krátkometrážním filmem Doodlebug. Zvučné jméno v Hollywoodu mu zajistily snímky Sledování, Memento, Insomnie, Interstellar nebo Tenet. Jeho režijní počiny vydělaly celosvětově více než 5 miliard dolarů, získaly 36 nominací na Oscara a deset cen Oscara.

## Mládí, rodina a vzdělání
Narodil ve Westminsteru v Londýně a vyrostl v Highgate. Jeho otec, Brendan James Nolan, byl britský reklamní manažer, který pracoval jako kreativní ředitel. Jeho matka Christina byla americká letuška, která později pracovala jako učitelka angličtiny. Jeho dětství bylo rozděleno mezi Londýn a Evanston v Illinois a má britské i americké občanství. Má staršího bratra Matthewa a mladšího bratra Jonathana, oba jsou také činní ve filmovém průmyslu. Když vyrůstal, byl ovlivněn zejména prací Ridleyho Scotta a sci-fi filmy jako jsou 2001: Vesmírná odysea (1968) nebo Star wars (1977).  Filmy začal točit již v sedmi letech, kdy si půjčoval otcovu kameru Super 8 a natáčel s ní krátké filmy se svými akčními figurkami. Tyto filmy tvořil pomocí stop-motion animace, což byla pocta Star Wars, a dílo nazval Space Wars. Obsadil do hlavní role svého bratra Jonathana a vytvořil kulisy z hlíny, mouky, obalů od vajec a toaletních papírů. Jeho strýc, který pracoval v NASA jako inženýr naváděcích systémů pro rakety Apollo, mu poslal několik záběrů startování raket. Nolan k tomu později poznamenal: „Znovu jsem natočil na svou kameru a rozkouskoval je v domnění, že si toho nikdo nevšimne."  Od jedenácti let toužil být profesionálním filmařem.  V letech 1981 až 1983 navštěvoval katolickou přípravnou školu Barrow Hills ve Weybridge v Surrey, kterou vedli Josephiští kněží. V mládí začal natáčet filmy s bratry Adrienem a Rokem Belicem. Spolurežíroval surrealistický film Tarantella (1989), který byl představen na Image Union, což je nezávislá přehlídka filmů a videí na PBS.
Nolan studoval na univerzitě Haileybury a Imperial Service v Hertford Heath, Hertfordshire a později studoval anglickou literaturu na škole University College London. Odhlásil se z tradičního filmového vzdělávání a začal studovat obor, který s filmem nesouvisí, protože tak dle něj bylo možné získat jinou perspektivu. Spolu s Emmou Thomasovou (jeho tehdejší přítelkyní a budoucí manželkou) promítal během školního roku celovečerní filmy točené na 35 mm a získané peníze použil na výrobu filmů 16 mm, které točil během léta.

## Biografie
Filmy točil již od dětství, když vzal poprvé do ruky otcovu osmimilimetrovou kameru. V roce 1996 se na filmovém festivalu v Cambridge promítal jeho krátký film Larceny. Prvním větším úspěchem byl krátký film Doodlebug (1997). Jeho první celovečerní dílo Sledování, které bylo natočeno podle jeho scénáře, získalo v roce 1998 cenu za nejlepší režii na Newport International Film Festivalu, stříbrnou Hitchcockovu cenu na the Dinard British Film Festivalu a the Black and White Award na Slamdance International Film Festivalu. Po tomto úspěchu natočil další zlomové filmy své kariéry Memento a Insomnie.

## Osobní život
Je ženatý s Emmou Thomasovou, kterou potkal na University College v Londýně, když mu bylo 19. Pracovala jako producentka na všech jeho filmech a společně založili produkční společnost Syncopy Inc. Mají spolu čtyři děti a bydlí v Los Angeles v Kalifornii. Své soukromí si velmi chrání a v rozhovorech málokdy hovoří o svém osobním životě. Veřejně však sdílel některé ze svých sociopolitických obav o budoucnosti, například současné podmínky jaderných zbraní a otázky životního prostředí, které se podle něj musí začít řešit.
Nolan raději nepoužívá mobilní telefon ani e-mail. Říká o tom: „Nejsem Luddit nebo tak něco, jen mě to prostě nezajímá... Když jsem se v roce 1997 přestěhoval do Los Angeles, nikdo neměl mobilní telefony a já jsem se touto cestou nikdy nechtěl vydat. “ V rozhovoru pro časopis People v prosinci 2020 poté potvrdil, že nemá e-mail ani smartphone, ale čas od času si s sebou vezme malý sklápěcí telefon.

## Režijní filmografie
- 1989 Tarantella (krátký amatérský film)
- 1996 Larceny (krátký film)
- 1997 Doodlebug (krátký film)
- 1998 Sledování
- 2000 Memento
- 2002 Insomnie
- 2005 Batman začíná
- 2006 Dokonalý trik
- 2008 Temný rytíř
- 2010 Počátek
- 2012 Temný rytíř povstal
- 2014 Interstellar
- 2015 Quay (krátký dokumentární film)
- 2017 Dunkerk
- 2020 Tenet
- 2023 Oppenheimer

## Režijní styl
Christopher Nolan je jedním z režisérů, který se co nejvíce vyhýbá použití vizuálních efektů, místo toho používá opravdové postavené sety a praktické efekty. To ukázal především ve filmu Počátek(2010), kdy ve snové akční sekvenci v hotelu kde se mění gravitace. Tato scéna byla celá natočena pomocí praktických efektů, kde jeho tým zkonstruoval gigantický set jehož vnitřek  se dokázal otáčet a tím vytvářet iluzi změny působení gravitace. 